# Turloviškės
Turloviškės − wieś na Litwie, w okręgu kowieńskim, w rejonie koszedarskim, w gminie Żyżmory. W 2011 roku liczyła 67 mieszkańców.